# ولرکد
ولرکد (به انگلیسی: Vellarakkad) یک روستا در هند است که در کرالا واقع شده‌است.

## خصوصیات
ولرکد ۵٬۴۱۸ نفر جمعیت دارد.